# Nebraska (filme)
Nebraska é um filme estadunidense de comédia dramática lançado em 2013, sob direção de Alexander Payne.

## Sinopse
Woody Grant é um homem idoso e alcoólatra que acredita ter ganho US$ 1 milhão após receber pelo correio uma propaganda. Decidido a retirar o prêmio, ele resolve ir a pé até a distante cidade de Lincoln, em Nebraska. Percebendo que a teimosia do pai o fará viajar de qualquer jeito, seu filho David resolve levá-lo de carro. Só que no caminho Woody sofre um acidente e bate com a cabeça, precisando descansar. David decide mudar um pouco os planos, passando o fim de semana na casa de um de seus tios antes de partir para Lincoln. Só que Woody conta a todos sobre a possibilidade de se tornar um milionário, despertando a cobiça não só da família como também de parte dos habitantes da cidade.

## Elenco
- Bruce Dern - Woody Grant
- Will Forte - David Grant
- June Squibb - Kate Grant
- Stacy Keach - Ed Pegram
- Bob Odenkirk - Ross Grant
- Mary Louise Wilson - Tia Martha
- Missy Doty - Noel
- Angela McEwan - Pegy Nagy
- Rance Howard - Tio Ray
- Devin Ratray - Cole
- Tim Driscoll - Bart
- Roger Stuckwisch - Cantora de Karaokê
- Melinda Simonsen - Recepcionista

## Prêmios e Indicações

### Prêmios
Festival de Cannes
- Melhor ator: Bruce Dern - 2014

 Independent Spirit Awards
- Melhor roteiro original: 2014

 National Board of Review
- Melhor ator: Bruce Dern - 2013
- Melhor ator coadjuvante: Will Forte - 2013

 Satellite Awards
- Melhor atriz coadjuvante: June Squibb - 2013
- Prêmio Especial: 2013

### Indicações
Oscar
- Melhor filme: 2014
- Melhor diretor: Alexander Payne - 2014
- Melhor ator: Bruce Dern - 2014
- Melhor atriz coadjuvante: June Squibb - 2014
- Melhor roteiro original: 2014
- Melhor fotografia: 2014

 Festival de Cannes
- Palma de Ouro (melhor filme): 2014

 Globo de Ouro
- Melhor filme - comédia ou musical: 2014
- Melhor diretor: Alexander Payne - 2014
- Melhor ator: Bruce Dern - 2014
- Melhor atriz coadjuvante: June Squibb - 2014
- Melhor roteiro original: 2014

 BAFTA
- Melhor ator: Bruce Dern - 2014
- Melhor roteiro original: 2014
- Melhor fotografia: 2014